# 파브리시오 디아스
파브리시오 디아스(스페인어: Fabricio Díaz Badaracco, 2003년 2월 3일~)는 우루과이의 축구 선수로, 알가라파와 우루과이 대표팀에서 미드필더로 활동하고 있다.

## 어린 시절
2003년 2월 3일, 우루과이 카넬로네스주 라파스에서 우루과이인 아버지와 이탈리아계 어머니 사이에서 태어났다.

## 구단 경력

### 리버풀 몬테비데오
2020년 2월 2일, 2020년 수페르코파 우루과야에서 나시오날을 상대로 데뷔전을 치렀으며, 연장전에서 데뷔골까지 기록했다.

### 알가라파
2023년 9월 18일, 스페인 바르셀로나와 영국 브라이턴으로부터 제안을 받았음에도 불구하고 카타르 스타스 리그의 알가라파와 5년 계약을 맺었다.

## 국가대표팀 경력
2023년 FIFA U-20 월드컵에서 우승을 차지한 우루과이 U-20 대표팀의 주장이다.
2022년 3월 22일, 코로나-19 양성 판정을 받은 마티아스 베시노의 대체 선수로 처음으 A대표팀에 차출되었다. 2022년 10월 21일에는 2022년 FIFA 월드컵 우루과이의 55인 예비 명단에 이름을 올렸다.